# Maculolachnus submacula
Maculolachnus submacula är en insektsart som först beskrevs av Walker 1848. Enligt Catalogue of Life ingår Maculolachnus submacula i släktet Maculolachnus och familjen långrörsbladlöss, men enligt Dyntaxa är tillhörigheten istället släktet Maculolachnus och familjen barkbladlöss. Enligt den finländska rödlistan är arten starkt hotad i Finland. Arten är reproducerande i Sverige. Artens livsmiljö är torra gräsmarker. Inga underarter finns listade i Catalogue of Life.